# Giải vô địch bóng đá U-19 châu Á 2010
Giải vô địch bóng đá U-19 châu Á 2010 là phiên bản thứ 36 của giải đấu tổ chức bởi AFC.
Vòng loại bắt đầu từ tháng 10 năm 2009 và vòng chung kết được tổ chức vào tháng 10 năm 2010.
The AFC quyết định Trung Quốc là chủ nhà của vòng chung kết Giải vô địch bóng đá U-19 châu Á 2010, được phê duyệt vào ngày 9 tháng 2 năm 2010 và xác nhận địa điểm tổ chức trận chung kết là Truy Bác vào ngày 18 tháng 2 năm 2010. Bốn đội vào đến vòng bán kết tham dự Giải vô địch bóng đá U-20 thế giới 2011.

## Thành phố và địa điểm thi đấu
| Thành phố | Địa điểm                                 | Sức chứa |
| --------- | ---------------------------------------- | -------- |
| Truy Bác  | Sân vận động Trung tâm Thể thao Truy Bác | 45,000   |
| Linzi     | Sân vận động Linzi                       | 14,000   |

## Vòng loại

### Các đội vượt qua vòng loại
| - Úc - Bahrain - Trung Quốc (chủ nhà) - Iraq | - Iran - Nhật Bản - Jordan - CHDCND Triều Tiên | - Hàn Quốc - Ả Rập Xê Út - Syria - Thái Lan | - UAE - Uzbekistan - Việt Nam - Yemen |

## Bốc thăm
Lễ bốc thăm diễn ra vào ngày 9 tháng 5 năm 2010 tại Truy Bác, Trung Quốc.
| Nhóm 1 (Chủ nhà & Hạt giống)             | Nhóm 2                                          | Nhóm 3                          | Nhóm 4                             |
| ---------------------------------------- | ----------------------------------------------- | ------------------------------- | ---------------------------------- |
| Trung Quốc · UAE · Uzbekistan · Hàn Quốc | Úc · CHDCND Triều Tiên · Ả Rập Xê Út · Nhật Bản | Iran · Thái Lan · Iraq · Jordan | Syria · Yemen · Việt Nam · Bahrain |

## Vòng bảng
Thời gian: Múi giờ Trung Quốc (CST) - UTC+08:00.

### Bảng A
| Đội         | ST | T | H | B | BT | BB | HS | Đ |
| ----------- | -- | - | - | - | -- | -- | -- | - |
| Trung Quốc  | 3  | 2 | 1 | 0 | 6  | 2  | +4 | 7 |
| Ả Rập Xê Út | 3  | 2 | 0 | 1 | 3  | 3  | 0  | 6 |
| Syria       | 3  | 1 | 0 | 2 | 1  | 3  | −2 | 3 |
| Thái Lan    | 3  | 0 | 1 | 2 | 1  | 3  | −2 | 1 |

| Trung Quốc                         | 3–1    | Ả Rập Xê Út |
| ---------------------------------- | ------ | ----------- |
| Tan Tiancheng 3' · Wu Lei 14', 65' | Report | Majrashi 9' |

| Thái Lan | 0–1    | Syria      |
| -------- | ------ | ---------- |
|          | Report | Kalaji 71' |

| Syria | 0–2    | Trung Quốc            |
| ----- | ------ | --------------------- |
|       | Report | Jin Jingdao 4', 90+4' |

| Ả Rập Xê Út | 1–0    | Thái Lan |
| ----------- | ------ | -------- |
| Dagriri 83' | Report |          |

| Trung Quốc       | 1–1    | Thái Lan    |
| ---------------- | ------ | ----------- |
| Zhu Jianrong 75' | Report | Pattana 35' |

| Syria | 0–1    | Ả Rập Xê Út  |
| ----- | ------ | ------------ |
|       | Report | Al-Fahmi 41' |

### Bảng B
| Đội               | ST | T | H | B | BT | BB | HS | Đ |
| ----------------- | -- | - | - | - | -- | -- | -- | - |
| Uzbekistan        | 3  | 3 | 0 | 0 | 4  | 0  | +4 | 9 |
| CHDCND Triều Tiên | 3  | 2 | 0 | 1 | 5  | 1  | +4 | 6 |
| Bahrain           | 3  | 1 | 0 | 2 | 2  | 4  | −2 | 3 |
| Iraq              | 3  | 0 | 0 | 3 | 1  | 7  | −6 | 0 |

| Uzbekistan               | 1–0    | CHDCND Triều Tiên |
| ------------------------ | ------ | ----------------- |
| Abdukholiqov 64' (ph.đ.) | Report |                   |

| Iraq      | 1–2    | Bahrain                         |
| --------- | ------ | ------------------------------- |
| Sabah 44' | Report | Al Amer 50' · Bahjat 56' (l.n.) |

| CHDCND Triều Tiên                                                    | 3–0    | Iraq |
| -------------------------------------------------------------------- | ------ | ---- |
| Jang Kuk-chol 14' · Jang Song-hyok 45' (ph.đ.) · Pak Song-Chol 90+4' | Report |      |

| Bahrain | 0–1    | Uzbekistan       |
| ------- | ------ | ---------------- |
|         | Report | Smolyachenko 17' |

| Uzbekistan                      | 2–0    | Iraq |
| ------------------------------- | ------ | ---- |
| Bakhritdinov 45' · Mirzayev 90' | Report |      |

| Bahrain | 0–2    | CHDCND Triều Tiên                    |
| ------- | ------ | ------------------------------------ |
|         | Report | Ri Hyong-jin 56' · Pak Song-Chol 77' |

### Bảng C
| Đội      | ST | T | H | B | BT | BB | HS | Đ |
| -------- | -- | - | - | - | -- | -- | -- | - |
| Nhật Bản | 3  | 3 | 0 | 0 | 9  | 1  | +8 | 9 |
| UAE      | 3  | 1 | 1 | 1 | 5  | 2  | +3 | 4 |
| Việt Nam | 3  | 1 | 0 | 2 | 2  | 9  | −7 | 3 |
| Jordan   | 3  | 0 | 1 | 2 | 1  | 5  | −4 | 1 |

| UAE        | 1–2    | Nhật Bản                          |
| ---------- | ------ | --------------------------------- |
| Khalil 90' | Report | Rashid 53' (l.n.) · Ibusuki 90+1' |

| Việt Nam                                | 2–1    | Jordan      |
| --------------------------------------- | ------ | ----------- |
| Lê Quốc Phương 55' · Sariweh 72' (l.n.) | Report | Za'tara 37' |

| Nhật Bản                        | 4–0    | Việt Nam |
| ------------------------------- | ------ | -------- |
| Musaka 8' · Usami 45', 77', 90' | Report |          |

| Jordan | 0–0    | UAE |
| ------ | ------ | --- |
|        | Report |     |

| UAE                                           | 4–0    | Việt Nam |
| --------------------------------------------- | ------ | -------- |
| Khalil 6', 23', 27' · Abdulrahman 77' (ph.đ.) | Report |          |

| Jordan | 0–3    | Nhật Bản                     |
| ------ | ------ | ---------------------------- |
|        | Report | Nagai 49', 83' · Ibusuki 76' |

### Bảng D
| Đội      | ST | T | H | B | BT | BB | HS | Đ |
| -------- | -- | - | - | - | -- | -- | -- | - |
| Úc       | 3  | 2 | 1 | 0 | 7  | 1  | +6 | 7 |
| Hàn Quốc | 3  | 2 | 1 | 0 | 3  | 0  | +3 | 7 |
| Iran     | 3  | 1 | 0 | 2 | 2  | 5  | −3 | 3 |
| Yemen    | 3  | 0 | 0 | 3 | 1  | 7  | −6 | 0 |

| Hàn Quốc                              | 2–0    | Iran |
| ------------------------------------- | ------ | ---- |
| Ji Dong-won 39' · Jung Seung-yong 54' | Report |      |

| Úc                                                           | 4–1    | Yemen          |
| ------------------------------------------------------------ | ------ | -------------- |
| Danning 14' · Bulut 26' (ph.đ.) · McGowan 30' · Fletcher 83' | Report | Al-Baidhani 2' |

| Iran | 0–3    | Úc                                  |
| ---- | ------ | ----------------------------------- |
|      | Report | Amini 39' · Bulut 60' · Antonis 88' |

| Yemen | 0–1    | Hàn Quốc        |
| ----- | ------ | --------------- |
|       | Report | Ji Dong-won 15' |

| Hàn Quốc | 0–0    | Úc |
| -------- | ------ | -- |
|          | Report |    |

| Yemen | 0–2    | Iran                    |
| ----- | ------ | ----------------------- |
|       | Report | Rezaei 59', 88' (ph.đ.) |

## Vòng loại trực tiếp
Thời gian: Múi giờ Trung Quốc (CST) - UTC+08:00.

### Sơ đồ
|  | Tứ kết                 | Tứ kết                 |                        |   | Bán kết | Bán kết |  |  | Chung kết | Chung kết |
|  |                        |                        |                        |   |         |         |  |  |           |           |
|  | 11 tháng 10 - Truy Bác |                        |                        |   |         |         |  |  |           |           |
|  |                        |                        |                        |   |         |         |  |  |           |           |
|  | Trung Quốc             | 0                      |                        |   |         |         |  |  |           |           |
|  | Trung Quốc             | 0                      | 14 tháng 10 - Truy Bác |   |         |         |  |  |           |           |
|  | CHDCND Triều Tiên      | 2                      |                        |   |         |         |  |  |           |           |
|  | CHDCND Triều Tiên      | 2                      | CHDCND Triều Tiên      | 2 |         |         |  |  |           |           |
|  | 11 tháng 10 - Linzi    |                        | CHDCND Triều Tiên      | 2 |         |         |  |  |           |           |
|  |                        |                        | Hàn Quốc               | 0 |         |         |  |  |           |           |
|  | Nhật Bản               | 2                      | Hàn Quốc               | 0 |         |         |  |  |           |           |
|  | Nhật Bản               | 2                      | 17 tháng 10 - Truy Bác |   |         |         |  |  |           |           |
|  | Hàn Quốc               | 3                      |                        |   |         |         |  |  |           |           |
|  | Hàn Quốc               | 3                      | CHDCND Triều Tiên      | 3 |         |         |  |  |           |           |
|  | 11 tháng 10 - Truy Bác |                        | CHDCND Triều Tiên      | 3 |         |         |  |  |           |           |
|  |                        | Úc                     | 2                      |   |         |         |  |  |           |           |
|  | Uzbekistan             | Úc                     | 2                      | 1 |         |         |  |  |           |           |
|  | Uzbekistan             | 14 tháng 10 - Truy Bác |                        | 1 |         |         |  |  |           |           |
|  | Ả Rập Xê Út            | 2(s.h.p.)              |                        |   |         |         |  |  |           |           |
|  | Ả Rập Xê Út            | 2(s.h.p.)              | Ả Rập Xê Út            | 0 |         |         |  |  |           |           |
|  | 11 tháng 10 - Linzi    |                        | Ả Rập Xê Út            | 0 |         |         |  |  |           |           |
|  |                        |                        | Úc                     | 2 |         |         |  |  |           |           |
|  | Úc                     | 4(s.h.p.)              | Úc                     | 2 |         |         |  |  |           |           |
|  | Úc                     | 4(s.h.p.)              |                        |   |         |         |  |  |           |           |
|  | UAE                    | 2                      |                        |   |         |         |  |  |           |           |
|  | UAE                    | 2                      |                        |   |         |         |  |  |           |           |
|  |                        |                        |                        |   |         |         |  |  |           |           |

### Tứ kết
| Trung Quốc | 0–2    | CHDCND Triều Tiên                    |
| ---------- | ------ | ------------------------------------ |
|            | Report | Jong Il-gwan 51' · Pak Song-Chol 53' |

| Uzbekistan    | 1–2 (a.e.t.) | Ả Rập Xê Út               |
| ------------- | ------------ | ------------------------- |
| Abdullayev 6' | Report       | Otayf 83' · Al-Johani 96' |

| Nhật Bản                 | 2–3    | Hàn Quốc                                                       |
| ------------------------ | ------ | -------------------------------------------------------------- |
| Ibusuki 14', 30' (ph.đ.) | Report | Kim Kyung-jung 31' · Hwang Do-yeon 45' · Jung Seung-yong 45+2' |

| Úc                                                | 4–2 (a.e.t.) | UAE                     |
| ------------------------------------------------- | ------------ | ----------------------- |
| Bulut 6' · Amini 48' · Leckie 92' · Fletcher 104' | Report       | Khalil 23' (ph.đ.), 84' |

### Bán kết
| CHDCND Triều Tiên                   | 2–0    | Hàn Quốc |
| ----------------------------------- | ------ | -------- |
| Jong Il-gwan 45' · Ri Hyok-chol 79' | Report |          |

| Ả Rập Xê Út | 0–2    | Úc                     |
| ----------- | ------ | ---------------------- |
|             | Report | Bulut 69', 74' (ph.đ.) |

### Chung kết
| CHDCND Triều Tiên          | 3–2    | Úc             |
| -------------------------- | ------ | -------------- |
| Jong Il-gwan 10', 43', 89' | Report | Bulut 24', 30' |

## Vô địch
| Giải vô địch bóng đá U-19 châu Á 2010 |
| ------------------------------------- |
| · CHDCND Triều Tiên · Lần thứ 3       |

## Giải thưởng
| Cầu thủ xuất sắc nhất giải | Vua phá lưới |
| -------------------------- | ------------ |
| Jong Il-gwan               | Kerem Bulut  |

## Các cầu thủ ghi bàn hàng đầu
7 bàn
- Kerem Bulut

6 bàn
- Ahmed Khalil

5 bàn
- Jong Il-gwan

4 bàn
- Hiroshi Ibusuki

3 bàn
| - Takashi Usami | - Pak Song-Chol |  |

2 bàn
| - Matthew Fletcher - Mustafa Amini - Jin Jingdao | - Wu Lei - Kaveh Rezaei - Ryo Nagai | - Ji Dong-won - Jung Seung-yong |

1 bàn
| - Mathew Leckie - Kofi Danning - Dylan McGowan - Terry Antonis - Saad Al Amer - Tan Tiancheng - Zhu Jianrong - Ali Abas - Mitsunari Musaka - Mahmoud Za'tara - Jang Kuk-chol | - Jang Song-hyok - Ri Hyong-jin - Ri Hyok-chol - Mohammed Majrashi - Yahya Dagriri - Yasser Al-Fahmi - Abdullah Otayf - Fahad Al-Johani - Hwang Do-yeon - Kim Kyung-jung | - Radwan Kalaji - Sokjono Pattana - Temurkhuja Abdukholiqov - Omar Abdulrahman - Abdumutallib Abdullayev - Akram Bahritdinov - Sardor Mirzaev - Pavel Smolyachenko - Lê Quốc Phương - Ahmed Al-Baidhani |

1 bàn phản lưới nhà
| - Ali Bahjat (trong trận gặp Bahrain) | - Abdel-Aziz Saraweh (trong trận gặp Việt Nam) | - Adan Rashid (trong trận gặp Nhật Bản) |

## Tham dựGiải vô địch bóng đá U-20 thế giới 2011
Các đội sau đây tham dự Giải vô địch bóng đá U-20 thế giới 2011.
- CHDCND Triều Tiên
- Úc
- Hàn Quốc
- Ả Rập Xê Út